# Exorista japonica
Exorista japonica là một loài ruồi trong họ Tachinidae.